# Французький період

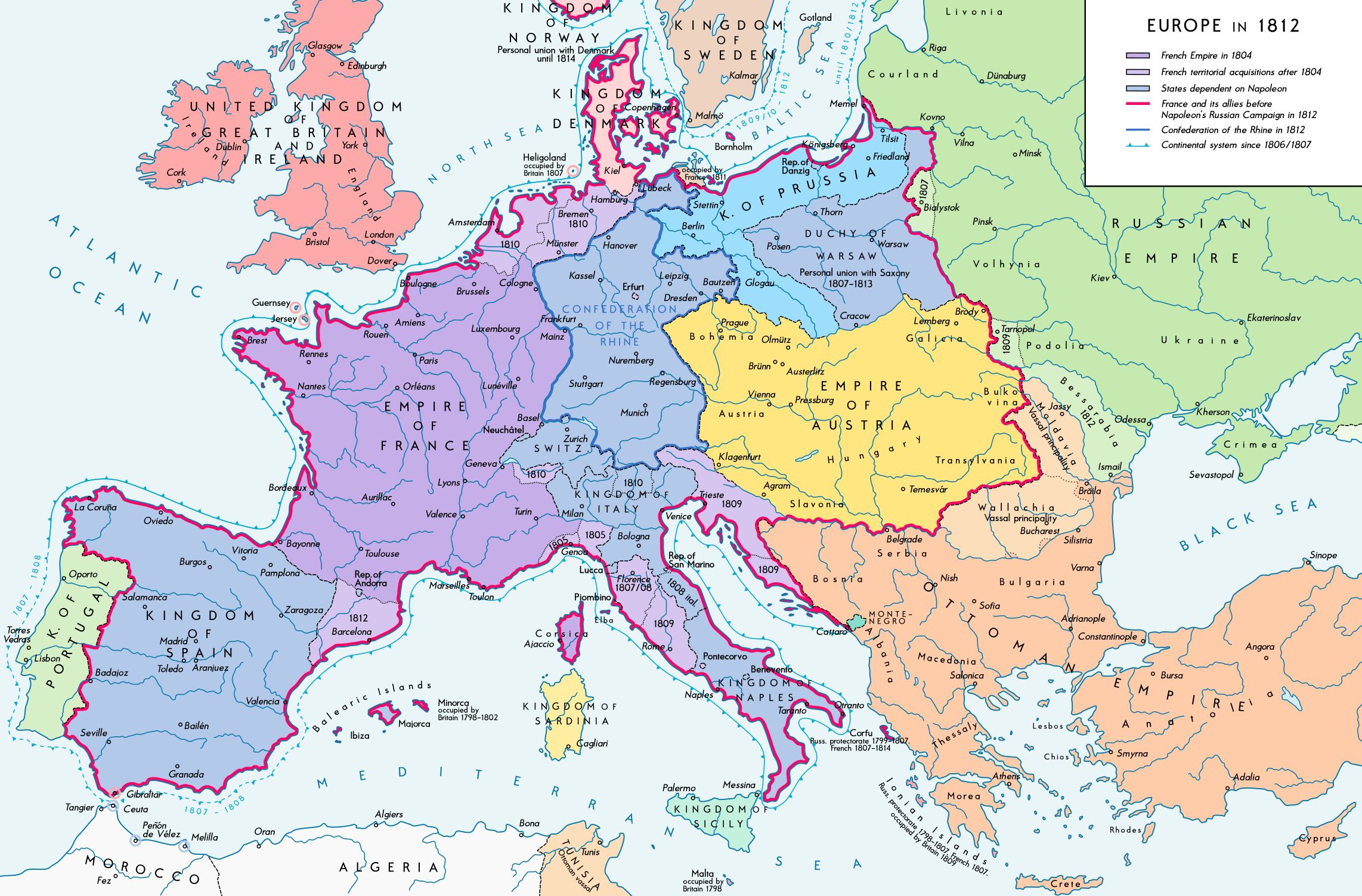
Європа у 1812 році

Французький період (фр. Période française, нім. Franzosenzeit, нід. Franse tijd) — термін північно-європейської історіографії, під яким мається на увазі період з 1794 року по 1815 рік, коли більша частина Північної Європи контролювалася республіканською та наполеонівською Францією.  Точна тривалість періоду залежить від місця розташування. 
У німецькій історіографії цей термін з'явився в XIX столітті і набув націоналістичного відтінку. Він увійшов у вжиток у Німеччині з популярною роботою Фріца Рейтера Ut de Franzosentid (1860р.) і використовувався разом із концепцією Erbfeind («спадкова ворожнеча») для висловлювання антифранцузьких настроїв у рамках формування німецької національної ідентичності і як такої використовувався ненейтральним чином у Німецькій імперії та Німеччині. З часів закінчення Другої світової війни цей термін почали уникати, сьогодні ширше використовуються поняття «Французькі революційні війни» та «Наполеонівські війни».

## Регіони
Французьке правління, прямо чи опосередковано, включало, серед інших, такі області:
- Австрійські Нідерланди ,
- Брауншвейг ,
- Бремен ,
- Велике герцогство Берг ,
- Східний Емс ,
- Гамбург ,
- Ганзейські департаменти
- Гельветична республіка ,
- Іллірійські провінції ,
- Королівство Вестфалія ,
- Королівство Голландія ,
- Курфюрство Ганновер ,
- Герцогство Ольденбург ,
- Пруссія ,
- Рейнський союз ,
- Лівий берег Рейну ,
- Льєзьке єпископство ,
- Любек ,
- Ольденбург

## Історія

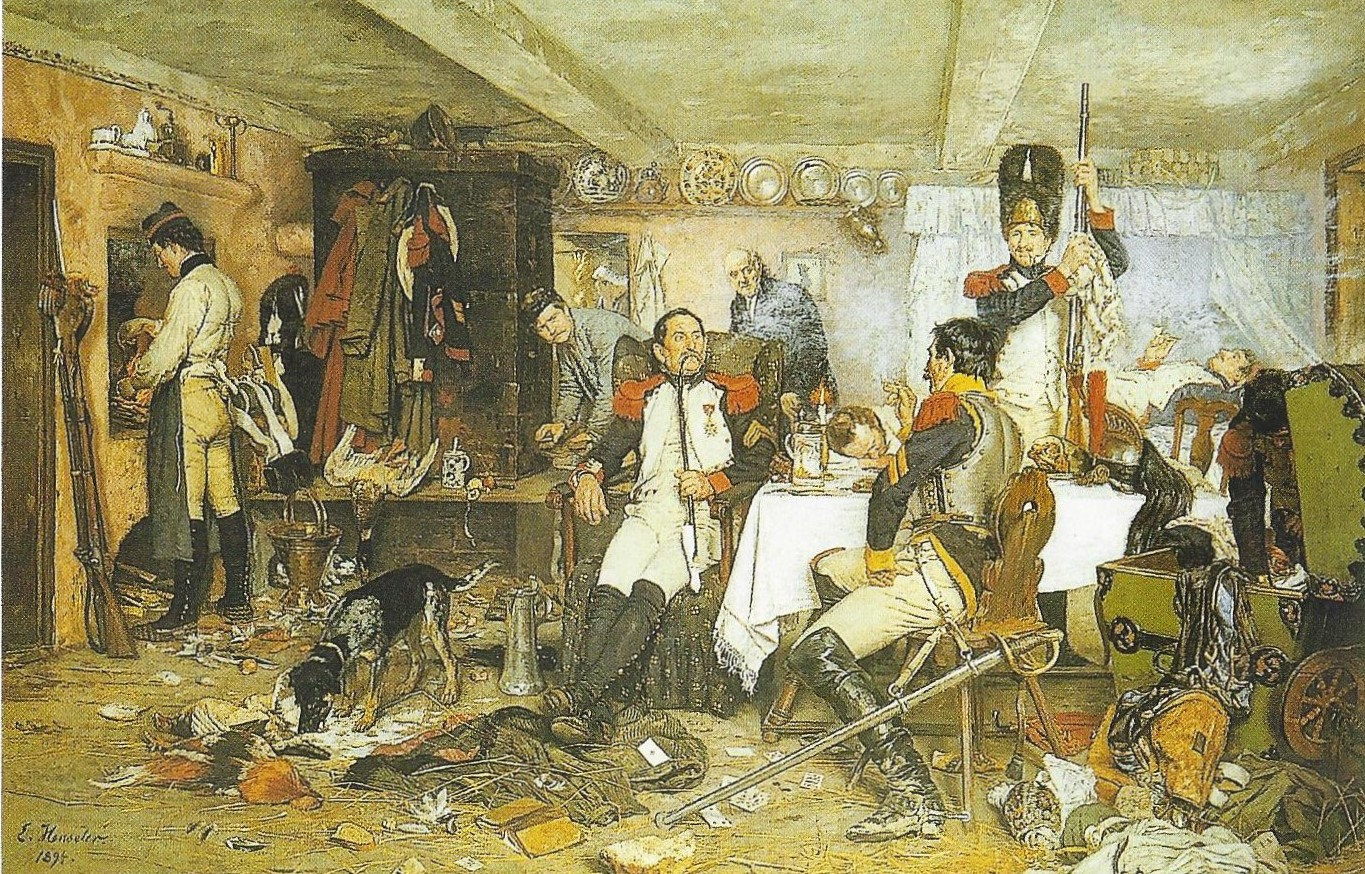
Ернст Хенселер. З французького періоду (1894).

Після битви при Аустерліці та війни Третьої коаліції Наполеон розпустив Священну Римську імперію, приєднав частини Австрії та деякі німецькі держави до Франції та сформував німецькі держави до Рейнського союзу. Наполеон був їхнім «захисником», але оскільки Конфедерація була насамперед військовим союзом, їхня зовнішня політика повністю перебувала під контролем Франції, і держави мали постачати Францію великою кількістю військових військ. Занепокоєння з приводу масового призову (levée en masse) також спровокувало повстання, відоме як Селянська війна, 1798 року на території сучасної Бельгії та Люксембургу.
В Німеччині Наполеон утворив Велике герцогство Берг і Королівство Вестфалія, які він передав генералу Йоахіму Мюрату та своєму братові Жерому Бонапарту. Були анексовані і стали департаментами Франції Австрійські Нідерланди ( Де-Нет, Діль, Жеммап, Ліс, Форе і Еско ) і князівство-єпископство Льєжбулі ( Нижній Мёз, Самбра-і-Маас, Урт ).
Під час французької окупації було запроваджено Кодекс Наполеона, під час якого німецький народ стикнувся з ідеалами Французької революції, включаючи націоналізм. У Пруссії це дало старт конституційним, політичним, соціальним і військовим реформам, які виявилися критично важливими в подальшій війні проти Наполеона (історик Ганс-Ульріх Велер описав цей процес як оборонну модернізацію
У самому союзі вже були повстання проти французького панування, і після розгрому французів під час вторгнення до Росії командувач прусським корпусом Йорк підписав із Росією перемир'я. Політично мотивовані народні пісні, що з'явилися в цей період, включають «Пісню про втечу» та «Пісню Андреаса Гофера».

## Підсумки
Французький період значною мірою сприяв виникненню ідеї єдності та національної самосвідомості в Німеччині. Багато регіонів з їхніми різними діалектами знайшли у боротьбі проти французької окупації «німецьку мову» як загальне визначення антифранцузьких настроїв чи свободи.
На Вартбурзькому фестивалі 1817 року зародилися перші справжні рухи серед студентів — виникли братства та студентські організації, які обрали своїми квітами чорний, червоний та золотий кольори. Під час домартовського періоду прагнення до свободи від уряду придушувалося аж до березневої революції 1848 року та формування першого німецького парламенту, хоча в ньому брали участь не всі німецькомовні території. Зі переходом Франца II з імператора Священної Римської імперії в правителі Австрії також виник політичний розкол між Пруссією та Австрією, який заклав основу для виключення Австрії з німецького питання.